# Костерин, Семён Петрович
Семён Петрович Костерин (25 ноября 1924, Яранский уезд, Вятская губерния — 27 июля 1944, Виляново, Подляское воеводство) — старший сержант Рабоче-крестьянской Красной Армии, участник Великой Отечественной войны, Герой Советского Союза (1944).

## Биография
Семён Костерин родился 25 ноября 1924 года в деревне Костерята. После окончания начальной школы работал в колхозе. В августе 1942 года Костерин был призван на службу в Рабоче-крестьянскую Красную Армию. Окончил сержантскую школу. С мая 1943 года — на фронтах Великой Отечественной войны. Участвовал в боях подо Ржевом, освобождении Смоленской области. К июлю 1944 года старший сержант Семён Костерин командовал орудием 439-го истребительно-противотанкового артиллерийского полка 1-й отдельной истребительно-противотанковой бригады 1-го Белорусского фронта. Отличился во время Белорусской операции.
Во время боёв под Слуцком в начале июля 1944 года расчёт Костерина уничтожил 4 танка и большое количество солдат и офицеров противника. Обойдя Барановичи, он в составе конно-механизированной группы участвовал в боях за Брест. В районе деревни Виляново в 22 километрах к востоку от польского города Семятыче Костерин участвовал в отражении двух немецких танковых атак. В том бою его расчёт уничтожил 12 вражеских танков, но в строю остался лишь один Костерин. В одиночку он подбил ещё один танк, а затем со связкой гранат бросился под последний вражеский танк, ценой своей жизни уничтожив его. Похоронен в братской могиле у деревни Виляново. Позднее перезахоронен на кладбище воинов Советской Армии в деревне Милейчице, Подляское воеводство, Польша.
Указом Президиума Верховного Совета СССР от 25 сентября 1944 года за «образцовое выполнение боевых заданий командования на фронте борьбы с немецкими захватчиками и проявленные при этом отвагу и геройство» старший сержант Семён Костерин посмертно был удостоен высокого звания Героя Советского Союза.

## Награды
- медаль «За боевые заслуги» (12.9.1943)[5]
- Герой Советского Союза (орден Ленина и медаль «Золотая Звезда»; 25.9.1944)[4].

## Память
- Навечно зачислен в списки личного состава воинской части[2].
- В честь Костерина названа улица в Яранске[2].

## Комментарии
1. ↑  Деревня Костерята, относившаяся к Малошалайской, затем — Яранской волости Яранского уезда, в последующем входила в состав Шуварского сельсовета Яранского района Кировской области; не сохранилась[1].